# Yoani Sánchez
Yoani María Sánchez Cordero (Havana, 4 de setembro de 1975) é uma filóloga e jornalista cubana. Licenciada em Filologia em 2000 na Universidade de Havana, alcançou fama internacional e numerosos prêmios por seus artigos e suas críticas da situação social em Cuba sob o governo de Fidel Castro e de seu sucessor, Raúl Castro.
É conhecida por seu blog Generación Y, editado desde abril de 2007, com dificuldades, porque não pode acessá-lo de casa, e, por isso, definiu-se como uma blogueira "cega".
A revista Time a incluiu em sua lista de "cem pessoas mais influentes de 2008", dizendo que "debaixo do nariz de um regime que nunca tolerou dissensão, Sánchez exerce um direito não garantido aos jornalistas que trabalham com papel: liberdade de expressão".

## Biografia
Yoani Maria Sánchez Cordero nasceu no município de Centro Habana, na cidade de Havana, uma das duas filhas de William e Mary Eumelia Sánchez Cordero.  Seu pai trabalhava na rede ferrroviária do Estado, como o avô tinha feito antes, primeiro como operário e depois como um engenheiro. Quando o sistema de transporte ferroviário de Cuba entrou em colapso após o fim do comunismo na Europa, William Sanchez  ficou sem trabalho, assim como muitos de seus colegas e,  com isto, mudou para o ramo da reparação de bicicletas.
Frequentou a escola e fez seus estudos secundários em Centro Havana, incluindo a assistência às escolas  de campo onde, como mencionado em seu artigo "O Hobbit Hole", a falta de individualidade e privacidade se tornou insuportável. Foram anos  difíceis para a economia cubana, coincidindo com o colapso da União Soviética e da perda dos subsídios a Cuba, que tinha assumido cerca de oitenta por cento do comércio internacional em Cuba, durante quase três décadas.
Yoani conheceu o marido, o jornalista Reinaldo Escobar, em 1993 e em 1995 tiveram um filho chamado Matt. Desde então eles vivem juntos em um apartamento em Havana.
Em 1995 iniciou o curso Filologia Hispânica, na Faculdade de Letras e Artes, da Universidade de Havana. Durante a passagem pela universidade ela percebeu duas coisas: "que detestava o mundo da intelectualidade e da alta cultura, não queria mais ser filóloga." Em 2000 ela se formou na Universidade de Havana, com o título de Filologia, e uma tese controversa:  Um estudo da literatura da ditadura na América Latina. Em setembro de 2000 ela conseguiu um emprego na Editora Gente Nueva, dedicada à literatura infantil. Depois de um curto período de tempo na editora, pediu demissão e passou a ensinar espanhol a turistas alemães, com um rendimento superior ao anterior. Muitos profissionais graduados cubanos, por causa da crise e falta de oportunidades, adotaram caminhos semelhantes. Em 2002, Yoani decidiu deixar Cuba e emigrou para a Suíça, onde descobriu o computador como uma profissão e meio de subsistência.
Entretanto, em 2004 Yoani retornou a Cuba por razões econômicas. Na  entrada do blog "Eu vim e fiquei", ela relatou que voltou para a ilha por razões familiares, mas havia perdido o seu direito de regressar a Cuba por ter ficado fora por mais de  onze meses sem uma licença especial. Para evitar a expulsão de seu próprio país ela destruiu seu passaporte, que lhe permitiu voltar a estabelecer-se em Havana.
Em 2009 a Editora Contexto publicou uma coletânea de seus textos, chamada De Cuba, com carinho.

## Geração Y
Em 2007, trabalhando como webmaster, escritora e editora do portal Desde Cuba e com a ajuda de colaboradores da revista cubana Consenso, Yoani iniciou um blog intitulado Geração Y, que rapidamente ganhou a atenção de milhares de pessoas ao redor do mundo. Yoani afirma que "desde março 2008, o governo cubano implementou um sistema de filtragem de acesso que impossibilita que o blog seja acessado em Cuba.Desde então ela conta com uma rede de colaboradores que atualizam o blog. O blog é traduzido em quinze línguas.

## Esforços de Yoani para resolver a disputa Cuba-Estados Unidos

### Barack Obama responde a sete perguntas de Yoani
Em 2009 , Yoani enviou ao presidente estadunidense Barack Obama  uma lista de sete perguntas destinadas a facilitar a superação da disputa entre Cuba e os Estados Unidos.  Estes incluíram a questão de saber se Obama estaria disposto a visitar Cuba.  Em novembro do mesmo ano, Yoani recebeu respostas de Obama. Yoani enviou as perguntas para o presidente cubano, Raúl Castro  sobre o mesmo tema.

As respostas de Yoani foram publicadas no blog Geração Y. A entrevista também foi destacada no site oficial do Departamento de Estado dos Estados Unidos.
A 5 de setembro de 2011, o portal de notícias Cubadebate publica um documento vazado pelo Wikileaks, durante o Vazamento de telegramas diplomáticos dos Estados Unidos, onde é revelado que não foi Obama que respondeu o questionário enviado pela blogueira, mas sim o Escritório de Interesses dos Estados Unidos em Cuba.

### Carta de Yoani Sánchez para a Câmara dos Representantes dos Estados Unidos
Em 19 de Novembro de 2009, houve uma sessão tumultuada na Câmara dos Representantes dos Estados Unidos, na qual havia uma discussão sobre a eliminação das restrições às viagens de americanos para Cuba.  Um grupo de republicanos era  contra a eliminação das restrições , lembrando o atentado que Yoani Sanchez sofreu uma semana antes. Durante o encontro, o presidente de Relações Exteriores da Câmara tomou a palavra mostrando uma carta que tinha sido enviada por Yoani Sanchez defendendo o fim das restrições.

## Incidentes com o governo cubano

### Bloqueio de acesso ao blog Geração Y em Cuba
Entre 23 e 24 de fevereiro de 2008, Havana estava cheia de jornalistas de todo o mundo para informar sobre a eleição de um novo presidente cubano. Muitos desses jornalistas aproveitaram a oportunidade para entrevistar Yoani Sanchez, resultando em histórias sobre ela nos meios de comunicação de grande circulação, como o The New York Times, Die Zeit, Newsweek, The Washington Post, Al Jazeera e Repórteres Sem Fronteiras assim como nas televisões alemã e espanhola.
Provavelmente como uma reação à súbita notoriedade Yoani, as autoridades cubanas bloquearam o acesso ao blog Geração Y de Cuba  em março daquele ano.
Posteriormente Yoani Sanchez tornou-se uma auto-definida "blogueira cega", incapaz de ver o seu próprio blog. A manutenção do blog é possível  por meio da cooperação de pessoas localizadas fora de Cuba, a quem Yoani  envia as suas mensagens usando e-mail ou ditando as palavras por telefone. Essa situação perdurou até fevereiro de 2011, mês no qual o seu blog foi liberado.

### Fidel Castro supostamente critica Yoani
Fidel Castro, assinou em 4 de junho de 2008, um prólogo para o livro Fidel, Bolívia e Algo Mais, que recebeu como presentes de Evo Morales, presidente da Bolívia.  No prólogo, Fidel cita várias frases do blog  Yoani, que ele  refere como "uma mulher jovem cubana" sem usar o seu nome, criticando a forma de pensar de jovens como ela  e "imprensa neocolonialista da antiga metrópole espanhola que os premia", supostamente referindo-se prêmio Ortega y Gasset  que Yoani obteve.
Yoani respondeu com um post ilustrado com uma foto de uma velha TV  no qual se pode ler "Alguns instrumentos antigos da era soviética não morrem". Yoani diz que é atacada por "alguém com um poder infinitamente superior ao meu, com mais do dobro da minha idade", e redireciona a resposta ao blog de seu marido Reinaldo Escobar, que critica Fidel por condecorar com a Ordem José de Martí a “ corruptos, ditadores e assassinos como  Nicolae Ceausescu, Husak Gustav, Mengistu Haile Mariam, Robert Mugabe ,Erich Honecker, dentre outros.”

### Vigilância sobre Yoani Sánchez
Em fevereiro de 2009, Yoani publicou um post no blog Generación Y no qual denunciou a vigilância de seu prédio por homens do Ministério do Interior da República de Cuba, responsável pela supervisão dos críticos do governo cubano.  Ela mencionou a existência de turnos rotativos de duas pessoas cada, e ilustrou o post com algumas fotos dos supostos membros do ministério, em roupas civis, montando guarda na porta de sua casa. Dois dias depois o  France24, um canal de TV francês que funciona como "observador", confirmou o post de Yoani.

### Proibição de acesso à Internet
Em Maio de 2009, os blogueiros independentes de Cuba, informaram que não estava sendo permitido o acesso dos cubanos à internet a partir dos cafés localizados nos hotéis.  Em resposta, Yoani envolveu um vídeo que mostra ela e seu marido, vídeo que pode ser visto  no dia 9 de  Maio de 2009, negando-lhes acesso à internet no Hotel Melia Cohiba, indicando que havia uma resolução que só permitiu o acesso a estrangeiros.
Poucos dias depois, voltou a ser possível  o acesso a internet  de todos os cubanos, enquanto todos os hotéis pesquisados afirmaram ignorar a existência de qualquer regulamento que proibisse cubanos de acessar a Internet. Yoani expressou sua suspeita de que as autoridades recuaram da decisão devido a reclamações da população.

### Uso de um disfarce para infiltrar-se no debate
Em 30 de outubro de 2009, foi  realizado um debate público em Morango e Chocolate no  centro cultural de Havana, sobre  a Internet em Cuba, organizado pela revista Temas.  Embora os convites indicassem que a entrada era livre, as autoridades cubanas, através do ICAIC (Instituto Cubano de Arte e Indústria Cinematográficas), responsável da loja, impediu a entrada de muitos, devido a isso muitos lugares ficaram vagos.  Entre essas pessoas estavam diversos blogueiros cubanos que criticam o governo.
Yoani Sánchez entrou na sala vestida com uma peruca loira.  Quando chegou a sua vez de falar, tirou a peruca e tomou a palavra para perguntar se o mesmo filtro ideológico usado para excluir pessoas que deveriam estar no debate,  era usado para censurar blogs que não podem ser vistos em Cuba.

### Sequestro e agressão
No dia 6 de novembro de 2009, Yoani e  alguns amigos  estavam se dirigindo a um comício pela paz que  se realizaria em Havana. Yoani estava  acompanhada do escritor Orlando Luis Pardo e da blogueira independente Claudia Cadel. No caminho para a manifestação os três foram interceptados por três agentes supostamente da  segurança do Estado em trajes civis que  saíram de um carro preto.
Segundo a versão de Yoani, os agentes lhes disseram para entrar no carro, que eles se recusaram porque eles não apresentaram qualquer mandado judicial.  Então Yoani e Orlando foram introduzidos no veículo à força, enquanto Claudia foi levada por uma patrulha da polícia.  Dentro do carro Orlando foi imobilizado e Yoani ao mesmo tempo em que era  espancada pelos agentes, ela recebia advertência de que tinha ido longe demais com seus escritos. Vinte minutos mais tarde eles foram jogados em um lugar longe do local da manifestação. O incidente foi condenado por vários organizações internacionais defensoras dos Direitos Humanos.[carece de fontes?]
Yoani identificou o principal atacante com alguém que chama a si mesmo agente Rodney. Em seu blog ela divulgou fotos de supostos agentes da segurança do Estado  que estavam vigiando sua casa. Os jornalistas oficiais cubanos negaram a veracidade do testemunho de Yoani, chegando a sugerir que os ferimentos foram devido a um ataque de seu próprio marido.

## Controvérsias
A mídia internacional se esforça por promover e fomentar a imagem de Yoani como uma defensora da liberdade de expressão em um governo "ditatorial, autoritário e fortemente repressivo." Porém, blogueiros cubanos e a mídia do pais alegam e fomentam a criação de inúmeras suspeitas de ligações de Yoani com supostos agentes estrangeiros infiltrados em Cuba e com a CIA que o seu blog tem servido apenas para ataques de desmoralização ao regime cubano.
Em toda a mídia oficial cubana existem inúmeras acusações contra Yoani. As principais acusações contra ela são de que ela seria uma mercenária paga pelo governo dos Estados Unidos e que seus artigos supostamente denegririam a Revolução Cubana e que ela estaria fomentando uma subversão interna. Seus críticos a acusam de estar associada a grupos de extrema-direita e que ela, em suas publicações, ignora propositalmente os avanços e as conquistas do governo cubano.
De acordo com os documentos revelados pelo Wikileaks, não foi Obama que respondeu o questionário enviado pela blogueira em 2009, mas sim o Escritório de Interesses dos Estados Unidos em Cuba (Sina, na sigla em espanhol)

## Prémios e distinções
- 2008 - Prémio Ortega y Gasset Prize de Jornalismo
- 2008 - "100 Most Influential People in the World” - Time
- 2008 - "100 Hispanoamericanos más Importantes" - El País
- 2008 - "Los 10 personajes de 2008" - [22]
- 2008 - “10 Most Influential Latin American Intellectuals” of the year - Foreign Policy
- 2009 - "25 Best Blogs of 2009" - Time
- 2009 - "Young Global Leader Honoree" - World Economic Forum
- 2009 - Maria Moors Cabot Prize - Prémio da Columbia University
- 2010 - "Prémio Príncipe Claus"[23]
- 2011 - Prêmio Libertas
- 2012 - "10 intelectuais ibero-americanos mais influentes" do ano - A revista Foreign Policy

## Visita ao Brasil
Após quase 5 anos sem poder sair de Cuba, Yoani Sanchéz conseguiu uma autorização para visitar países onde recebeu prêmios ou tem interesses pessoais, caso do Brasil, onde é personagem entrevistada no documentário "Conexão Cuba-Honduras" do cineasta brasileiro Dado Galvão. Isso só foi possível porque o governo cubano emitiu recentemente novos procedimentos onde há certo afrouxamento na liberação de viagens internacionais aos seus cidadãos, mas ainda com algumas restrições. Na sua passagem pelo Brasil, Yoani também participará de sessões de autógrafos de seu livro "De Cuba - com carinho", além de debates e seminários onde abordará o tema Liberdade de Expressão.
Sua chegada ao país, porém, enfrentou alguns contratempos. Logo ao sair do saguão de desembarque do Aeroporto Internacional do Recife (PE), na madrugada de 18 de fevereiro de 2013, a blogueira cubana enfrentou manifestações ruidosas de uma dezena de simpatizantes do regime castrista. Jovens ligados a partidos de esquerda, como o PCdoB, PCR e PT levaram cartazes que acusam Yoani de ser agente da CIA e traidora do regime cubano. Já em Feira de Santana, na Bahia, no dia seguinte, onde haveria a exibição do documentário pela primeira vez com a participação de Yoani, outro pequeno grupo de ativistas pró-Cuba - esses mais violentos - conseguiram cancelar o evento. Notas falsas de dólar foram agitadas e Yoani teve inclusive seu cabelo puxado. Um dos manifestantes esfregou uma nota em seu rosto. Depois da intervenção dos organizadores do evento, foi aberto um debate público com a presença dos manifestantes. Esses porém, apenas vaiavam ou gritavam palavras de ordem, enquanto uma Yoani sorridente e tranquila discursava contra o Embargo dos Estados Unidos a Cuba e dizia estar ali exatamente para defender a liberdade que os próprios manifestantes tinham em um país democrático, diferente do que ocorreria em Cuba caso a ordem fosse invertida. A noite, em seu blog, Yoani escreveu sobre os acontecimentos em Feira de Santana: "O piquete de extremistas que impediu a projeção do filme de Dado Galvão em Feira de Santana era algo mais do que uma soma de adeptos incondicionais do governo cubano...Repetiam um roteiro idêntico e guiado, sem ter a menor intenção de escutar a réplica que eu poderia lhes dar. Gritavam, interrompiam, num momento tornaram-se violentos e de vez em quando exibiam um coro de palavras de ordem dessas que já não são ditas nem em Cuba".
Convidada pelos parlamentares do PSDB Otávio Leite (RJ) e Álvaro Dias (PR) a visitar o Congresso Nacional e exibir o documentário "Conexão Cuba-Honduras" na quarta-feira, 20 de fevereiro, a blogueira cubana mais uma vez enfrentou protestos, dessa vez de alguns parlamentares de partidos de esquerda e da base aliada ao governo. Também foi aplaudida por vários outros. Em uma manobra em que a oposição acusou ter sido supostamente comandada pelo Palácio do Planalto, a sessão de votações que deveria ter início as 14hs foi, no final da noite do dia anterior, alterada para as 11hs pelo atual presidente da Câmara dos Deputados Henrique Eduardo Alves (PMDB-RN). Com isso, o horário da visita acabou coincidindo com os trabalhos de votação, o que impediu a TV Câmara de transmitir ao vivo a exibição do filme e posterior debate. Já no auditório da Comissão de Relações Exteriores e de Defesa Nacional, parte do documentário foi exibido e Yoani e o cineasta Dado Galvão falaram sobre os problemas de  falta de liberdade de expressão e perseguição política em Cuba. Alguns parlamentares, como Glauber Braga (PSB-RJ), tentaram constranger Yoani com perguntas capciosas. Glauber chegou a questionar de onde vinha o dinheiro que pagava a viagem da blogueira, o que foi respondido calmamente: "De doações espontâneas de blogueiros do mundo todo e de entidades como a Anistia Internacional". Sem poder entrar no salão, alguns manifestantes de movimentos sociais ligados à partidos de esquerda faziam nos corredores do congresso algazarra gritando frases contra a blogueira e a favor de Fidel Castro. Já Eduardo Suplicy (PT-SP) - conforme pode ser visto no documentário A Viagem de Yoani, 2015, de Raphael Bottino - defendeu a presença de Yoani Sanchez no Brasil, por considerá-la um importante elo de diálogo para todos aqueles que defendem "a democracia, o fim da base de guantánamo e o fim do bloqueio continental a Cuba".

## Jornal 14ymedio
Yoani anunciou em 15 de maio de 2014 a criação de um veículo jornalístico independente chamado 14ymedio, inicialmente presente apenas na internet e que já teve o acesso bloqueado dentro da ilha pelo governo cubano. "É fruto de uma aventura pessoal que se transformou em projeto coletivo", afirmou.